# 阿氏托莫麗鯛
阿氏托莫麗鯛，為輻鰭魚綱鱸形目隆頭魚亞目慈鯛科的其中一種，分布於中美洲巴拿馬Laguna de Chiriqui流域，體長可達25公分，棲息在中底層水域，生活習性不明。